# Phobaeticus chani
Phobaeticus chani es una especie de insecto palo o fasmatodeo de la familia Phasmatidae. Es el segundo insecto más largo conocido, con un ejemplar que se conserva en el Museo de Historia Natural de Londres de 56,7 centímetros de longitud con las patas extendidas, y 35,7 centímetros solamente contando su cuerpo. Fue considerado como el insecto más largo del mundo hasta que en 2016 fue destronado por Phryganistria chinensis. P. chani, a su vez, destronó a Phobaeticus serratipes, la cual, en su momento, también ostentó el título de insecto más largo del mundo.
El entomólogo malayo, Datuk Chan Chew Lun, encontró un ejemplar hembra de insecto palo en una colección personal perteneciente a un aficionado, quien mantuvo a la criatura muerta durante unos diez años sin saber a que especie pertenecía, hasta que Datuk Chan Chew Lun advirtió que se trataba de una especie aún no identificada por la ciencia. Esta hembra fue llevada al museo en Londres, donde descubrieron que estaba llena de huevos; cada uno de ellos poseía a cada lado unas extensiones en forma de alas, lo cual les permite a los huevos poder dispersarse por el aire, y de esta manera queda garantizado que los individuos de la especie se esparcirán en un territorio más amplio reduciendo así la competencia por el alimento.
Hasta el momento se conocen muy pocos ejemplares de esta especie, y todos ellos fueron encontrados en el estado malayo de Sabah, en la isla de Borneo. No se sabe mucho sobre la biología y el estilo de vida de este insecto, pero se especula que vive en el dosel arbóreo, lo cual dificulta el estudio de la especie debido a que el acceso a estos lugares no es sencillo para los investigadores.
Phobaeticus chani fue seleccionada por el Instituto Internacional para la Exploración de Especies como una de las 10 principales especies descubiertas en el año 2008. También formó parte del documental Decade of Discovery, emitido en televisión en el año 2010 por la BBC, en donde fue catalogada como uno de los 10 principales descubrimientos de la década.